# Авіаційний комплекс ім. Іллюшина
Авіаційний комплекс імені С. В. Ільюшина — одне з чільних підприємств Росії з розроблення авіаційної техніки. Повне найменування — відкрите акціонерне товариство «Авіаційний комплекс імені С. В. Іллюшина». Розташоване в Москві (колишній завод № 240). Раніше мав назву «КБ ім. С. В. Іллюшина».
Заснований 13 січня 1933 Сергієм Іллюшиним в результаті поділу конструкторського бюро Центрального аерогідродинамічного інституту (ЦАГІ) на два самостійні структури — ЦКБ авіазаводу при ЦАГІ для проєктування легких літаків (завод номер 39 ім. Менжинського), та власне конструкторський відділ з розробки важких літаків, який і очолив Іллюшин.
Першою значною розробкою новоствореного КБ став дальній бомбардувальник ДБ-3 (надалі був перейменований на Іл-4). В КБ також було спроєктовано наймасовіший літак Другої світової війни Іл-2.
Голова правління і президент комплексу імені Іллюшина — Олексій Інокентійович Федоров. Генеральний директор / Генеральний конструктор — лауреат Державної премії Російської Федерації Віктор Володимирович Ліванов.
Виробництво літаків, розроблених КБ, здійснюється у ВАТ «ВАЛТ» (Воронезькому акціонерному літакобудівному товаристві), яке серійно випускає літаки Іл-96 та Іл-96Т. До демонтажу обладнання (приблизно 2012 рік) виробництво було також у Ташкенті («Ташкентське авіаційне виробниче об'єднання ім. В. П. Чкалова» (рос. ТАВОИЧ), з 2012 року — Ташкентський механічний завод).

## Історія

### Створення КБ
Початок творчої діяльності колективу Авіаційного комплексу ім. С. В. Ільюшина було покладено 13 січня 1933 наказом заступника Народного комісара важкої промисловості СРСР і начальника Головного управління авіаційної промисловості П. І. Баранова про освіту на заводі № 39 ім. В. Р. Менжинського Центрального конструкторського бюро для організації замкненого циклу проєктування і виробництва легких літаків. Начальником ЦКБ і заступником директора заводу був призначений С. В. Ільюшин. Структурно ЦКБ складалося з самостійних конструкторських бригад, які спеціалізувалися за типами літаків, озброєнням, технологіями та проведенням різного роду випробувань.
- Бригада № 1, яка працювала над літаками-розвідниками, очолив С. А. Кочергін;
- Бригада № 2, розробляє літаки-винищувачі, — Микола Полікарпов;
- Бригада озброєння — Я. І. Мальцев;
- Бригада висотних літаків — В. А. Чижевський;
- морські літаки — спочатку І. В. Четвериков, а потім Г. М. Берієв;
- Бригада статичних випробувань і ваги — П. М. Крейсон.

У міру розширення тематики та обсягу робіт з досвідченим літакам ці конструкторські бригади поступово надалі виділялися в самостійні дослідно-конструкторські бюро.
До кінця січня 1933 року була організована група конструкторів бригади № 3 у складі С. М. Егера, В. В. Нікітіна, В. В. Калініна, С. М. Чернікова, З. З. Жевагіна, А. Я. Левіна, роботою якої безпосередньо керував начальник ЦКБ. Вона і склала перше ядро, основу конструкторського бюро С. В. Ільюшина.
До початку 1934 року відбуваються зміни в організаційній структурі конструкторського бюро. За рішенням Головного управління авіаційної промисловості Наркомтяжпрома зі складу ЦКБ виводиться бригада морських літаків Г. М. Берієва і група конструкторів бригади № 3 на чолі з В. А. Чижевським, на основі якої знову організується Бюро особливих конструкцій. Основним же напрямком діяльності бригади № 3 стає проєктування і спорудження бойових літаків.
Бригада перетворюється цілком в Ільюшинску, начальник конструкторського бюро стає і начальником бригади. Заплановане до того часу створення первістка С. В. Ільюшина — дальнього бомбардувальника вимагає зусиль великого колективу, і бригада поповнюється інженерами, конструкторами, розраховувачів і креслярами. У травні 1934 року в бригаді працює вже 54 фахівці.
До 1935 року був спроєктований, побудований і випробуваний двомоторний бомбардувальник ЦКБ-26, модифікація якого згодом отримала назву ДБ-3.
У серпні 1936 року літак ДБ-3 був переданий на озброєння Червоної Армії. У тому ж році льотчик-випробувач В. К. Коккінакі на цьому літаку встановив перший радянський авіаційний світовий рекорд, а в 1938—1939 роках на літаку «Москва» (цивільний варіант ДБ-3) були виконані два видатних для свого часу дальні перельоти з Москви на Далекий Схід і в Північну Америку.
У вересні 1935 року Глававіапром офіційно перетворив третю бригаду в Дослідне конструкторське бюро заводу ім. В. В. Менжинського. Співробітниками бюро стали фахівці четвертої, п'ятої та шостої бригад, що брали участь у проєктуванні літака ЦКБ-26. Сергій Іллюшин став Головним конструктором нового ДКБ. Чисельність співробітників на порозі 1936 склала 90 осіб. Шеф-пілотом ДКБ був призначений Володимир Коккінакі.
Починаючи з 1935 року, колектив розпочав створення спеціального літака поля бою — літака-штурмовика для знищення танків, бойової техніки, механізованих частин і живої сили противника.
Польотом 2 жовтня 1939 почалися випробування поки ще нікому не відомого літака ЦКБ-55, або броньованого штурмовика БШ-2.
У Наказі Наркома авіаційної промисловості за № 704 «Про перейменування бойових літаків» зазначалося:
'

| «Перейменувати всі бойові літаки, назвавши їх першими літерами прізвищ ГК (Головних конструкторів) та цифрою». |
Штурмовик ЦКБ-55 і бомбардувальник ДБ-3 (ЦКБ-26) отримали найменування Іл-2 та Іл-4 відповідно.

### Роки Другої світової
З перших днів Німецько-радянської війни на літаках ДБ-3 та Іл-4 були здійснені бомбові удари по ворожих тилах. Вже в серпні 1941 року на цих літаках був завданий перший удар по столиці Третього Рейху. Протягом усієї війни літаки використовувалися як бомбардувальники, торпедоносці і як засоби для закидання в тили ворога розвідувальних груп.
Вже в 1941 році зі ставки Верховного Головнокомандувача директору літакобудівного заводу була послана телеграма: «Літаки Іл-2 потрібні нашої Червоної Армії тепер як повітря, як хліб». Всього було побудовано понад 36000 літаків Іл-2 — рекорд, не перевершений досі.
Літаки Іл-2 поклали початок новому роду авіації. Про це літаку в 1944 році газета «Правда» писала: «Літаки „Ільюшин-2“ не лише досягнення авіаційної науки — це чудове тактичне відкриття».
Досвід бойового застосування Іл-2 був використаний при створенні швидкісного і високоманеврового броньованого штурмовика Іл-10, який за своїми льотно-технічними даними значно перевершував Іл-2. Літаки Іл-10 у великій кількості застосовувалися на останньому етапі Німецько-радянської війни й у Радянсько-японській війні. Їх серійне виробництво тривало до 1947 року.
Модернізовані штурмовики Іл-10М будувалися серійно і до середини 50-х років перебували на озброєнні штурмової авіації ВПС Радянської Армії та деяких інших країн.
З жовтня 1941 року по квітень 1942 року робота ДКБ проходила в евакуації в м. Куйбишеві (Самара) на авіаційному заводі № 18. 21 квітня 1942 Наказом № 304 Народного комісара авіаційної промисловості СРСР А. І. Шахурин Сергій Іллюшин був призначений директором і Головним конструктором заводу № 240 НКАП.
В останні роки війни колектив ДКБ розпочав проєктування першого пасажирського літака Іл-12, започаткувавши тим самим новий напрямок у своїй діяльності. У 1946 році літак Іл-12 почав експлуатуватися Аерофлотом. З цього моменту в Радянському Союзі з'явився перший вітчизняний літак для масових пасажирських перевезень, за своїми характеристиками більш досконалий, ніж широко поширений в ті часи літак США ДС-3. Одночасно Іл-12 випускався у військово-транспортному варіанті.

### Післявоєнний період
На основі досвіду експлуатації літаків Іл-12 в 1950 році був створений пасажирський літак Іл-14 з вищими льотно-технічними характеристиками та високим рівнем комфорту для пасажирів. Літак будувався в 14 варіантах і випускався серійно не тільки в Радянському Союзі, але й у ЧССР і НДР. Масова і тривала експлуатація Іл-14, широке використання його науковими експедиціями при роботах на Північному і Південному полюсах, експлуатація його в різних кліматичних умовах підтвердила гідності його конструкції, високі льотні та техніко-економічні якості.
У післявоєнні роки в колективі ілюшенців був спроєктований і в 1947 році почав здійснювати експериментальні польоти реактивний 4-двигуновий бомбардувальник Іл-22, що по праву вважається першим в СРСР реактивним літаком цього класу. Результати випробувань Іл-22 і досвід проєктування дозволили колективу в короткі терміни створити перший реактивний фронтовий бомбардувальник Іл-28.
Літак Іл-28 володів високими льотно-технічними даними та простотою в техніці пілотування. При його проєктуванні вперше був застосований розроблений С. В. Ільюшиним новий технологічний метод складання, що забезпечило отримання великої точності обводів літака (особливо крила), висока якість клепки та зменшення трудовитрат. Літак Іл-28 будувався в декількох варіантах різної модифікації.
Продовжуючи дослідно-конструкторські роботи з вдосконалення реактивного бомбардувальника в напрямку підвищення його швидкісних характеристик, дальності польоту та ударної потужності, колектив в 1949—1954 роках розробляє дозвуковий бомбардувальник Іл-46 і бомбардувальник оригінальної конструкції Іл-54 зі стрілоподібним крилом 55°, з підвіскою двигунів на пілонах і шасі велосипедного типу.

### Епоха розквіту КБ
У 1946 році в ДКБ в ході робіт з пасажирським літакам створюється літак Іл-18 з поршневими двигунами для перевезення 66 пасажирів, але він не був запущений в серію. Після появи вітчизняних турбогвинтових двигунів колектив конструкторського бюро в 1956 році розгорнув роботи зі створення 4-рухового, турбогвинтового пасажирського літака. В результаті цієї роботи був створений літак Іл-18, який у 1957—1970 роках знаходився в серійному виробництві. Експлуатація літака на лініях Аерофлоту з компонуванням на 75, а пізніше на 100 пасажирів почалася у квітні 1959 року. На базі Іл-18 було створено кілька варіантів літаків спеціального призначення. Завдяки відмінним льотним та експлуатаційними характеристиками літак отримав широке визнання як у СРСР, так і у багатьох країнах. Було поставлено понад 120 літаків в 17 країн світу.
17 грудня 1956 Рада Міністрів СРСР прийняла Постанову про присвоєння С. В. Ільюшину звання Генерального конструктора з покладанням на нього обов'язків відповідального керівника заводу № 240 МАП.
У середині шістдесятих років на повітряні лінії країни почали надходити турбореактивні літаки другого покоління, які відрізнялися від попередніх машин більшою швидкістю і підвищеним комфортом для пасажирів. Представником цього покоління літаків, створеного колективом ільюшінцев, з'явився літак Іл-62.
Іл-62 відразу почав літати на міжнародних лініях, відкривши 15 вересня 1967 трансатлантичну трасу Москва-Монреаль.
З метою збільшення дальності польоту літака була створена його модифікація — Іл-62М. Ці літаки за своїми показниками знаходяться на рівні найкращих закордонних міжконтинентальних лайнерів цього покоління.[джерело?]
30 квітня 1966 Наказом № 175 Міністерства авіаційної промисловості СРСР затверджено відкрите найменування дослідного заводу — Московський машинобудівний завод «Стріла».
25 березня 1971 піднявся в повітря транспортний літак Іл-76, створений колективом під керівництвом Генерального конструктора Генріха Васильовича Новожилова, призначеного керівником Дослідного конструкторського бюро Московського машинобудівного заводу «Стріла» Наказом № 378/к Міністра авіаційної промисловості СРСР 28 липня 1970 року.
У конструкції літака Іл-76 була вперше у світі реалізована концепція базування важкого реактивного транспортного літака як на бетонованих, так і на ґрунтових аеродромах обмежених розмірів. Головна особливість літака — це не тільки здатність перевозити великогабаритні вантажі й різну техніку вагою понад 40 тонн, але і значне скорочення часу стоянки літака завдяки внутрішньолітаковій механізації вантажно-розвантажувальних робіт і використання контейнерів і піддонів міжнародного та вітчизняного зразків.
З грудня 1977 літак почав успішно експлуатуватися на міжнародних лініях Аерофлоту. Іл-76 став масовим літаком радянської транспортної авіації, здатним виконувати різні вимоги, пропоновані до літаків такого типу.
На літаку Іл-76 встановлено 27 світових рекордів вантажності та швидкості польоту. Продовжуючи роботу з вдосконалення літака Іл-76, колектив підприємства розробив і запустив у серійне виробництво літаки Іл-76М, Іл-76Т, Іл-76МД, Іл-76ТД, підготував до виробництва літак Іл-76ТФ/МФ — модифікації зі збільшеною вантажністю і дальністю польоту.
18 квітня 1977 Московський машинобудівний завод «Стріла» згідно з Постановою Ради Міністрів РРФСР № 228-16 перейменований в Московський машинобудівний завод імені Сергія Володимировича Ільюшина, роботою підприємства з 1974 по 1988 рік керував А. В. Шапошников.
У 70-ті роки ільюшінци успішно впоралися із завданням створення і сертифікації першого в СРСР широкофюзеляжного літака Іл-86 на 350 пасажирів.
З грудня 1980 року літак Іл-86 знаходиться в експлуатації на внутрішніх і міжнародних повітряних лініях. У порівнянні з іншими, нині експлуатованими літаками, Іл-86 забезпечує істотне зниження експлуатаційних витрат і значну економію палива. Завдяки своїм конструктивним особливостям — системі «багаж при собі» плюс контейнери ", установці трьох вхідних дверей з вбудованими трапами та спеціального шасі — літак Іл-86 почали регулярно експлуатувати без проведення дорогої реконструкції наявних аеропортів та їх злітно-посадкових смуг, розрахованих на приймання легших пасажирських літаків.
У першій половині 70-х років одночасно зі створенням першого вітчизняного широкофюзеляжного літака великої пасажиромісткості — Іл-86 в ДКБ імені С. В. Ільюшина розгорнулися проєктно-дослідницькі роботи з широкофюзеляжного дальнього магістрального пасажирському літаку. Спочатку передбачалося, що нова машина буде подальшою модифікацією літака Іл-86, але постійно зростальні вимоги зі зниження собівартості пасажиро-кілометра, збільшенню корисного навантаження та пасажиромісткості при одночасному збільшенні дальності польоту і скороченні витрати палива привели до створення принципово нового літака Іл-96-300 з використанням нових проєктно-конструкторських рішень, спрямованих на підвищення аеродинамічної досконалості літака, зниження його маси, забезпечення простоти його експлуатації та технічного обслуговування.
28 вересня 1988 новий флагман цивільного повітряного флоту країни — літак Іл-96-300, бортовий № СССР-96000, пілотований екіпажем на чолі з С. Г. Близнюком, справив зліт з Центрального аеродрому імені М. В. Фрунзе в м. Москві.
На основі результатів оцінки перспектив розвитку різних класів пасажирських літаків і узагальнення більш ніж тридцятирічного досвіду експлуатації різних варіантів літака Іл-14, Дослідне конструкторське бюро імені С. В. Ільюшина на початку 80-х років виступило з ініціативним пропозицією про створення нового пасажирського літака для місцевих повітряних ліній — Іл-114. Ініціатива була підтримана Міністерством цивільної авіації СРСР та, попри велике завантаження колективу роботами зі створення літака Іл-96-300, було прийнято рішення ще до закінчення робіт по літаку Іл-96-300 паралельно розпочати роботи зі створення літака Іл-114.

### Новітня історія підприємства
Основним призначенням літака, серійне виробництво якого почалося в 1992 році, є перевезення пасажирів з багажем і вантажів на місцевих повітряних лініях з великими пасажиропотоками, а також на окремих магістральних лініях з малими пасажиропотоками.
Літак Іл-114 експлуатується з відносно невеликих аеродромів, що мають як бетоновані, так і ґрунтові покриття злітно-посадкових смуг, що сприяє розширенню географії використання літака.
24 грудня 1991 Московський машинобудівний завод імені С. В. Ільюшина згідно з Наказом № 4 Департаменту авіаційної промисловості перейменований у Відкрите Акціонерне Товариство імені С. В. Ільюшина.
14 квітня 1994 Розпорядженням уряду Російської Федерації № 475-р Авіаційний комплекс імені С. В. Ільюшина перетворений в Акціонерне товариство відкритого типу «Авіаційний комплекс імені С. В. Ільюшина». З грудня 1995 року — керівник Ліванов В. В.
З 8 квітня 1996 Акціонерне товариство відкритого типу «Авіаційний комплекс імені С. В. Ільюшина» перейменовано у Відкрите акціонерне товариство «Авіаційний комплекс ім. С. В. Ільюшина».

### Російсько-українська війна
У 2023 році Вищий антикорупційний суд України за матеріалами Служби безпеки України націоналізував літак московського «Авіаційного комплексу ім. С. В. Іллюшина», який до російського вторгнення в Україну був переданий державному підприємству «Антонов» для здійснення технічних налаштувань, випробувань і подальшого повернення до Росії.
У лютому 2024 року авіаційний комплекс імені Іллюшина потрапив під санкції Канади, запроваджені до другої річниці російського вторгнення в Україну.

## Структура компанії
1 Дослідне конструкторське бюро,
- м. Москва.

2 Дослідне виробництво,
- м. Москва.

3 Філія ВАТ «Іл»,
- м. Жуковський, Московська область.

4 Центр підготовки кадрів (ЦПК ВАТ «Іл»),
- Московська область, Дмитровський район.

5 База ремонту транспортних літаків (БРТС ВАТ «Іл»),
- Новгородська область, м. Стара Русса.

6 Представництво ВАТ «Іл»,
- м. Ташкент, Республіка Узбекистан.

7 Філія ВАТ «Іл»,
- м. Воронеж.

8 Філія ВАТ «Іл»,
- м. Ульяновськ.

1. Філія ВАТ «Іл»,

- м. Рязань.

## Сучасні напрями діяльності
На сьогодні першочерговими напрямками діяльності КБ є доведення літака Іл-76МД-90А до серійного виробництва в Ульяновську, участь у міжнародній (російсько-індійської) програмі створення середнього військово-транспортного літака «МТС», виконання низки масштабних проєктів з модернізації та підтримання льотної придатності літаків марки «Іл».
АТ «Іл» виконує роботи з модернізації та модифікації, доробки літаків марки «Іл». Згідно з рекомендаціями особливої спеціальної наради ІКАО по зв'язку та виробництву польотів (COM/OPS/95) і змінами вимог до бортового пілотажно-навігаційного і радіоелектронного обладнання для виконання польотів на міжнародних повітряних лініях.
Крім того, в спеціальному навчальному центрі відбувається навчання та перепідготовка фахівців для обслуговування літаків марки «Іл».

## Галерея
|  |  |  |  |
|  |  |  |  |